# Sabah
Sabah (tidligere Britisk Nordborneo) har siden 1963 været en delstat i Malaysia. Hovedstaden er Kota Kinabalu tidligere benævnt som Jesselton.
Delstaten har et areal på 76.115 km². Sammen med Sarawak og øen Labuan udgør den de malaysiske provinser på Borneo.
Borneo omfatter i øvrigt sultanatet Brunei indesluttet som to enklaver i Sarawak på nordkysten, samt den indonesiske provins Kalimantan. Sydøstasiens højeste punkt, Mt. Kinabalu på 4.095 m ligger i Sabah.

## Nationalparker i Sabah
Der findes en række nationalparker og andre former for naturreservater i Sabah. De betegnes også statsparker, da de administreres af dets statslige organ Sabah Parks og ikke er underlagt et overordnet føderalt organ, der omfatter hele den malaysiske føderation. Udover disse nationalparker findes andre vildtreservater eller på anden måde fredede og beskyttede områder, som administreres af Sabah Forestry Department og/eller Sabah Foundation.
Der findes følgende nationalparker, vildtreservater samt beskyttede og fredede naturområder:
- Crocker Range Nationalpark
- Kinabalu Nationalpark
- Pulau Tiga Nationalpark
- Tawau Hills Nationalpark
- Tun Sakaran Marine Nationalpark
- Tunku Abdul Rahman Nationalpark
- Turtle Islands Nationalpark
- Danum Valley Conservation Area
- Maliau Basin Coinservation Area
- Kinabatangan Wildlife Sanctuary
- Sepilok Orang Utan Sanctuary
- Tabin Wildlife Reserve
- Kota Kinabalu City Bird Sanctuary
- Sugud Islands Marine Conservation Area
- Rafflesia Forest Reserve

## Eksterne links
- Wikimedia Commons har flere filer relateret til Sabah
- Sabah Government Network – officiel website (på malay) (engelsk version) Arkiveret 10. september 2007 hos  Wayback Machine
- Sabah Tourism Board – officiel website (på engelsk)
- Sabah Parks – officiel website

5°18′N 117°00′Ø / 5.3°N 117°Ø
|  | Infoboks uden skabelon Denne artikel har en infoboks dannet af en tabel eller tilsvarende. |